# Joseph Gergonne

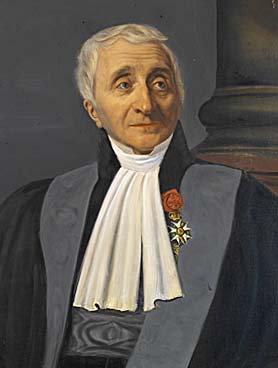
Joseph Gergonne

Joseph Diaz Gergonne (Nancy, 19 juni 1771 - Montpellier, 4 mei 1859) was een Frans wiskundige en logicus.

## Leven
In 1791 nam Gergonne als kapitein dienst in het Franse leger. Dat leger was toen in volle expansie, omdat de Franse regering een buitenlandse invasie vreesde met het doel om een eind te maken aan de Franse Revolutie en Lodewijk XVI in zijn volledige macht te herstellen. Gergonne nam op 20 september 1792 deel aan de belangrijke slag bij Valmy. Daarna keerde hij korte tijd terug in het burgerleven, maar al snel werd hij opnieuw opgeroepen en in 1794 nam hij deel aan een Franse invasie van Catalonië. Hij was onder andere betrokken bij de verovering van Figueres. In 1795 werden Gergonne en zijn regiment naar Nîmes gezonden. In hetzelfde jaar werd hij in de leerstoel van de "transcendente wiskunde" aan de nieuwe "École Centrale" benoemd. Hij kwam onder de invloed van Gaspard Monge, de directeur van de nieuwe École Polytechnique in Parijs. 
In 1810 richtte Gergonne zijn eigen wiskundig tijdschrift op. De officiële naam was de Annales de mathématiques pures et appliquees, maar meestal werd het kortere Annales de Gergonne gebruikt. Hij ging tot deze, toch vrij ongebruikelijk stap over, omdat hij op problemen stuitte om zijn werk gepubliceerd te krijgen. Het meest voorkomende onderwerp van artikelen in zijn tijdschrift was meetkunde, Gergonnes specialiteit. Over een periode van 22 jaar werden in de Annales de Gergonne zo'n 200 artikelen gepubliceerd van Gergonne zelf. Daarnaast bevatte het blad artikelen van vele andere wiskundigen, waaronder Jean-Robert Argand, Jean-Victor Poncelet, François Joseph Servois, Étienne Bobillier, Jakob Steiner, Julius Plücker, Michel Chasles, Charles-Julien Brianchon, Charles Dupin, Gabriel Lamé en Évariste Galois. 
In 1816 werd Gergonne benoemd aan de Universiteit van Montpellier in de leerstoel van de astronomie. In 1830 werd hij aan dezelfde universiteit tot rector benoemd. Ook ongeveer vanaf tot moment stopte hij met de uitgave van de Annales de Gergonne. In 1844 trok hij zich, inmiddels over de zeventig jaar oud, uit het openbare leven terug.

## Werk
Gergonne was de eerste wiskundige die het woord polair gebruikte. In een reeks artikelen vanaf 1810 ontdekte hij het principe van de dualiteit in de projectieve meetkunde. Hij merkte op dat elke stelling in het vlak, dat punten en lijnen verbindt, overeenkomt met een andere stelling waarin punten en lijnen zijn verwisseld, op voorwaarde dat de stellinge geen metrische begrippen bevatte. In 1816 kwam hij met een elegante oplossing voor het raakprobleem van Apollonius: het vinden van een cirkel die drie gegeven cirkels raakt. In de driehoeksmeetkunde is het Punt van Gergonne naar hem genoemd.
In 1813 schreef Gergonne een prijswinnend essay voor de Academie van Bordeaux, "Methoden voor synthese en analyse in de wiskunde", tot op de huidige dag ongepubliceerd en alleen bekend van een samenvatting. Het essay geeft een duidelijk beeld van Gergonnes filosofische ideeën. Hij riep om de woorden analyse en synthese voortaan niet meer te gebruiken omdat deze woorden volgens hem geen duidelijke betekenis hebben. Op een moment dat de abstracte algebra nog bijna alleen bestond uit de elementaire algebra van het reële veld, verkondigde hij, toch ietwat verrassend voor een meetkundige, dat algebra belangrijker is dan meetkunde. Hij voorspelde dat er een tijd zou komen dat quasi-mechanische methoden zouden worden gebruikt bij het ontdekken van nieuwe resultaten.

## Quote
- "Het is niet mogelijk om tevreden te zijn het laatste woord over enige theorie te hebben gezegd, zolang deze theorie niet in een paar woorden kan worden uitgelegd aan een willekeurige voorbijganger op straat."